# Federación de Mocedades Galeguistas
La Federación de Mocedades Galeguistas (FMG) va ser l'organització juvenil del Partit Galleguista, que es va constituir el gener de 1934, agrupant la diferents joventuts galleguistes locals que s'havien format des de 1932. Tenia al voltant de 1.000 afiliats, tenia com òrgan d'expressió Guieiro, i entre els seus dirigents van estar Xaime Illa Couto, Celso Emilio Ferreiro, Xosé Velo Mosquera o Ramón Piñeiro. Dintre de la FMG l'independentisme va comptar amb molta més acceptació que entre el mateix Partit Galleguista.